# Alicante Club de Fútbol
Maillots
Le Alicante Club de Fútbol était un club de football espagnol basé à Alicante. Ce club est bien moins connu que l'autre club de la ville, l'Hercules Alicante. C'est l'ancien club du footballeur argentin Gonzalo Pavone.

## Histoire
Le club passe 5 saisons en deuxième division (Segunda División) :  en 1939-1940, puis en 1951-1952, puis de 1956 à 1958 et enfin lors de la saison 2008-2009.
Le club évolue également pendant 9 saisons en troisième division (Segunda División B) : de 2001 à 2008, puis de 2009 à 2011.
Le club est relégué administrativement en quatrième division en 2011, à la suite de problèmes financiers, tous les joueurs n'ayant pas été payés. Le club tombe ensuite au niveau régional en 2012, avant d'être dissout en 2015.

## Anciens entraîneurs
- José Torregrosa
- Juan Ignacio Martínez